# Liste von Klavierwerken für die linke Hand
Dies ist eine Liste von Klavierwerken für die linke Hand.
- Kalevi Aho: Mysterium. Klavierquintett für Klavier (linke Hand) und Streichquartett (2019)
- Charles Valentin Alkan: Etüde
- Béla Bartók: Etüde für die linke Hand allein in As-dur, Op. 36
- Arnold Bax: Concertante für Klavier und Orchester (1949) »Für die linke Hand«
- José Berr: Rhapsodie für die linke Hand allein (op. 65, no. 1)
- Felix Blumenfeld: Etude pour la main gauche seule (für die linke Hand allein) op. 36
- Sergei Bortkiewicz, Konzert für Klavier und Orchester Nr. 2 op. 28 »Für die linke Hand«
- Johannes Brahms: Chaconne von Bach (Bearb.)
- Benjamin Britten: Diversions for Piano (left hand) and Orchestra, Op. 21
- Leopold Godowsky: Etüden
- Marc-André Hamelin: Étude Nr. 7 es-moll (nach Tchaikovsky) für die linke Hand aus: Twelve Études in all the minor keys
- Paul Hindemith: Klaviermusik mit Orchester, op. 29 für die linke Hand
- Erich Wolfgang Korngold (1897–1957): Klavierkonzert für die linke Hand (Cis-Dur/Cis-moll), op. 17, 1923
- Josef Labor: Konzertstücke I (1915), II (1916) und III (1923) für Klavier (linke Hand) und Orchester (Wittgenstein-Concertos)
- Kurt Leimer: Konzert für Klavier und Orchester »Für die linke Hand«
- Thordur Magnusson *1973: Scenes of iceland for piano (left hand)
- Wladimir Pohl: Poème pour la main gauche (op. 17)
- Sergei Prokofjew: 4. Klavierkonzert B-dur op. 53
- Maurice Ravel: Konzert D-Dur für die linke Hand
- Josef Gabriel Rheinberger (1839–1901): Sechs Pianofortestudien für die linke Hand allein, op. 113, (1878–1882)
- Camille Saint-Saëns: 6 Études pour la main gauche seule (op. 135)
- Franz Schmidt: zwei Quintette für Klavier (linke Hand allein), Klarinette in B, Violine, Bratsche und Violoncello B-Dur (1933) und in A-Dur (1938)
- Franz Schmidt: Toccata d-Moll (für die linke Hand allein)
- Franz Schmidt: Quintett für Klavier (linke Hand allein), zwei Violinen, Bratsche und Violoncello G-Dur
- Franz Schmidt: Klavierkonzert in Es Dur (ursprüngliche Fassung)
- Franz Schmidt: Konzertante Variationen über ein Thema von Beethoven für Klavier (linke Hand allein) mit Begleitung des Orchesters; (1923)
- Else Schmitz-Gohr: Elegie für die linke Hand
- Alexander Skrjabin: Prélude et Nocturne. Op. 9.
- Richard Strauss: Parergon zur Sinfonia Domestica Op. 73 (UA 1925; komponiert für Paul Wittgenstein)
- Richard Strauss: Panathenäenzug op. 74, Symphonische Etüden in Form einer Passacaglia für Klavier (linke Hand) und Orchester
- Alexandre Tansman: Konzertstück für Klavier und Orchester »Für die linke Hand«
- Peter Tschaikowski: Perpetuum mobile von Carl Maria von Weber (Bearb.)
- Karl Weigl: Konzert für Klavier und Orchester Es-dur »Für die linke Hand«